# ゾラニ・ペテロ
ゾラニ・ペテロ（Zolani Petelo、1975年9月21日 - ）は、南アフリカ共和国のプロボクサー。西ケープ州ポート・エリザベス出身。元IBF世界ミニマム級王者。南アフリカのプロボクサー初のミニマム級世界王者。

## 来歴
1993年4月3日、プロデビュー戦を行い、4回判定勝ちの白星でデビュー戦を飾った。
11戦無敗のまま1996年10月19日、イースト・ロンドンのオリエント・シアターで南アフリカミニマム級王者リンディー・メナミと対戦したが、10回KO負けで王座獲得に失敗した。
1997年12月27日、タイ王国ソンクラー県のプロヴィンシアル・ミリタリー・スタジアムにて、IBF世界ミニマム級王者ラタナポン・ソーウォラピンと対戦した。1期目で12度、2期目で6度の計18度防衛した最強王者は、当時リカルド・ロペスに並んでクラス最強だった。前評判は圧倒的にラタナポンが有利の評価だった。試合が始まると大方の予想通りラタナポンが優位な立ち上がりを見せた。4回にペテロが一瞬の隙をついて形勢逆転、フックの連打から左フックでダウンを奪った。ラタナポンは起き上がるもふらついてロープ際に倒れたためレフェリーがストップ。4回2分0秒TKO勝ちを収め、前評判を覆して大逆転で王座獲得に成功した。
1998年3月21日、ファイソル・アカバーと対戦し、12回2-1 (118-110、115-113 、113-115) の僅差判定勝ち。苦戦しながら、薄氷の勝利で初防衛に成功した。
1998年7月4日、カーメロ・カサレスと対戦し、7回TKO勝ちで2度目の防衛に成功した。
1999年5月29日、カルーセル・カジノで元WBO世界ミニマム級王者エリック・ハミリと対戦し、ボディフック悶絶KOで試合終了。初回1分21秒KO勝ちで3度目の防衛に成功した。
1999年12月3日、ファニト・ルビラーと対戦し、12回3-0 (118-110、115-114、118-112) の判定勝ちで4度目の防衛に成功した。
2000年6月2日、ミッキー・カウントウェルと対戦し、8回59秒TKO勝ちを収め5度目の防衛に成功した。
2000年12月、減量苦を機にライトフライ級に転向し、IBF世界ミニマム級王者を返上した。
テスト戦を挟んで2001年9月29日、アメリカデビュー戦としてニューヨークマディソン・スクエア・ガーデンでIBF世界ライトフライ級王者リカルド・ロペスと指名挑戦者として対戦し、8回1分32秒KO負けを喫し2階級制覇に失敗した。なお、この試合を最後にロペスは現役を引退。52戦無敗のままリングを去った。
4年間のブランクからの復帰戦として2005年5月6日、ゾリレ・ムンビティと対戦したが、8回0-2 (2者が76-78、77-77) の判定負けを喫し、再起と復帰戦を白星で飾れなかった。
2005年12月17日、ニコサナ・ソベシュと対戦し、8回0-3 (3者が74-77) の判定負けを喫した試合を最後に30歳の若さで現役を引退した。

## 戦績
- プロボクシング: 24戦 17勝 9KO 5敗 2分

| 戦           | 日付           | 勝敗 | 時間    | 内容    | 対戦相手                   | 国籍             | 備考                                |
| ------------ | -------------- | ---- | ------- | ------- | -------------------------- | ---------------- | ----------------------------------- |
| 1            | 1993年4月3日   | 勝利 | 4R      | 判定    | オラ・マーデ               | 南アフリカ共和国 | プロデビュー戦                      |
| 2            | 1993年5月23日  | 勝利 | 4R      | 判定    | シフンド・ンヨカ           | 南アフリカ共和国 |                                     |
| 3            | 1993年7月4日   | 勝利 | 3R      | TKO     | グッドマン・ンケタヤ       | 南アフリカ共和国 |                                     |
| 4            | 1993年9月5日   | 勝利 | 6R      | 判定    | ジョセフ・ニムロド         | 南アフリカ共和国 |                                     |
| 5            | 1993年10月31日 | 勝利 | 5R      | TKO     | ブターナ・ケイト           | 南アフリカ共和国 |                                     |
| 6            | 1994年2月27日  | 引分 | 8R      | 判定    | フェジール・ンガロ         | 南アフリカ共和国 |                                     |
| 7            | 1994年6月12日  | 引分 | 8R      | 判定    | ゾリレ・ンガントェニ       | 南アフリカ共和国 |                                     |
| 8            | 1994年8月7日   | 勝利 | 2R      | KO      | オラニ・シスホーレ         | 南アフリカ共和国 |                                     |
| 9            | 1995年4月30日  | 勝利 | 8R      | 判定    | コリシル・ンヤンダ         | 南アフリカ共和国 |                                     |
| 10           | 1996年2月18日  | 勝利 | 8R      | 判定    | マワンダ・シネコ           | 南アフリカ共和国 |                                     |
| 11           | 1996年7月14日  | 勝利 | 6R      | KO      | オラ・マーデ               | 南アフリカ共和国 |                                     |
| 12           | 1996年10月19日 | 敗北 | 10R     | KO      | リンディ・メマニ           | 南アフリカ共和国 | 南アフリカミニマム級タイトルマッチ  |
| 13           | 1997年4月20日  | 敗北 | 8R      | 判定    | ネオ・セボカ               | 南アフリカ共和国 |                                     |
| 14           | 1997年9月27日  | 勝利 | 6R      | KO      | ムンヤメゼニ・ショシャ     | 南アフリカ共和国 |                                     |
| 15           | 1997年12月27日 | 勝利 | 4R 2:00 | TKO     | ラタナポン・ソーウォラピン | タイ             | IBF世界ミニマム級タイトルマッチ     |
| 16           | 1998年3月21日  | 勝利 | 12R     | 判定2-1 | ファイソル・アカバー       | インドネシア     | IBF防衛1                            |
| 17           | 1998年7月4日   | 勝利 | 7R 1:46 | TKO     | カーメロ・カサレス         | フィリピン       | IBF防衛2                            |
| 18           | 1999年5月29日  | 勝利 | 1R 1:32 | KO      | エリック・ハミリ           | フィリピン       | IBF防衛3                            |
| 19           | 1999年12月3日  | 勝利 | 12R     | 判定3-0 | ファニト・ルビラー         | フィリピン       | IBF防衛4                            |
| 20           | 2000年6月2日   | 勝利 | 8R 0:59 | TKO     | ミッキー・カウントウェル   | イギリス         | IBF防衛5                            |
| 21           | 2001年4月22日  | 勝利 | 8R      | 判定    | ロベルト・ゴメス           | メキシコ         |                                     |
| 22           | 2001年9月29日  | 敗北 | 8R 1:32 | KO      | リカルド・ロペス           | メキシコ         | IBF世界ライトフライ級タイトルマッチ |
| 23           | 2005年5月6日   | 敗北 | 8R      | 判定0-3 | ゾリレ・ムンビティ         | 南アフリカ共和国 |                                     |
| 24           | 2005年12月17日 | 敗北 | 8R      | 判定0-3 | ニコサナ・ソベシュ         | 南アフリカ共和国 |                                     |
| テンプレート |                |      |         |         |                            |                  |                                     |

## 獲得タイトル
- IBF世界ミニマム級王座（防衛5度=返上）